# Jenő Sujánszky
Jenő Sujánszky (ur. 4 sierpnia 1929 w Budapeszcie, zm. 19 lutego 2022 w Paryżu) – węgierski antykomunista, z wykształcenia chemik.
Jako nastolatek zgłosił się ochotniczo do wojska, walcząc w węgierskiej artylerii na przełomie lat 1944 i 1945 - podczas oblężenia Budapesztu. Od 1949 tworzył podziemną organizację kadetów "Mezartin". Liczyła ona około 50 członków. W 1955 rozpracowany przez milicję polityczną ÁVH. Po procesie skazany na wieloletnie więzienie za zarzucany mu zbrojny spisek przeciwko ludowej demokracji. Podczas powstania w 1956 uwolniony z więzienia przez tłum demonstrantów. Walczył na ulicach Budapesztu w listopadzie 1956. Po stłumieniu powstania (prawdopodobnie jeszcze w listopadzie) wyjechał do Francji i zamieszkał w Paryżu. Prowadził tam działalność popularyzatorską w zakresie rewolucji węgierskiej.